# 日曜ゴルフっしょ!
『日曜ゴルフっしょ!』（にちようゴルフっしょ!）は、2020年7月5日から2021年3月28日まで、テレビ東京で毎週日曜11:00 - 11:25（JST）に放送されていたゴルフ番組。

## 概要
前番組『石田純一のサンデーゴルフ』の放送終了に伴い、リニューアルという形でスタートしたゴルフ番組。MCを務める岡田圭右・藤森慎吾と、前番組から続投するアシスタントの山内鈴蘭が、芸能人や一般人をゲストに迎えゴルフコースで勝負を行う、前番組から引き続きの番組内容となっている。
2021年2月28日、番組放送中の11:15頃に約40秒間、異音とともにカラーバーが流れ放送が中断される放送事故が発生した。
2021年4月より、MC・アシスタントはそのままに『みんなでBINGOLF』に改題の上、金曜1:30 - 2:00（木曜深夜）に放送時間帯を移動。これに伴い、ゴルフドキュメント番組『ゴルフのキズナ』が後番組として、同月より放送開始されることがアナウンスされている。

## 出演者
MC
- 岡田圭右（ますだおかだ）
- 藤森慎吾（オリエンタルラジオ）

アシスタント
- 山内鈴蘭（SKE48）

ナレーション
- 垣花正

## 放送時間・配信元
| 放送対象地域 | 放送局       | 系列           | 放送日時                             | 放送期間                                             | ネット状況 |
| ------------ | ------------ | -------------- | ------------------------------------ | ---------------------------------------------------- | ---------- |
| 関東広域圏   | テレビ東京   | テレビ東京系列 | 日曜 11:00 - 11:25                   | 2020年7月5日 - 2021年3月28日                         | 制作局     |
| 奈良県       | 奈良テレビ   | 独立協         | 日曜 23:00 - 23:25                   | 2020年8月2日 - 2021年5月2日                          | 遅れネット |
| 和歌山県     | テレビ和歌山 | 独立協         | 月曜 01:30 - 01:55                   | 2020年8月10日 - 2021年5月3日                         | 遅れネット |
| 滋賀県       | びわ湖放送   | 独立協         | 土曜 13:30 - 14:00 土曜 9:30 - 10:00 | 2020年10月3日 - 2021年3月27日 2021年4月3日 - 8月14日 | 遅れネット |

ネット配信
- TVer - テレビ東京での放送終了から次回放送日の11:24まで、最新回のみ配信。

## スタッフ
- 構成→企画：キシモトジュン太
- CAM：三好哲也、唐沢悟
- 音声：吉岡辰沖
- VE：横田満洋
- メイク：林田凛
- 音効：八木賢二郎（八木音効デザイン株式会社）
- EED：岩品博之、小森佑輔
- MA：佐藤卓也、川端千尋、原拓也、迫久寿雄
- タイトル：本間亮（moi）
- 技術協力：池田屋
- 協力：Volvik ほか
- ボスプロ：AZABUPLAZA
- 撮影協力：泉カントリー倶楽部、葉山パブリックゴルフコース・練習場 ほか
- 協力プロデューサー：今村和樹
- 制作補：咲本愛子、原田航平
- AP：嶋田倫明
- AD：本山大貴(マネージャー志望)、石橋樹(現在は「ヒルナンデス!」担当)、加藤さえ
- 演出：平田亮輔
- 制作プロデューサー：西尾聖・堤智志（ホリプロ）
- プロデューサー：増田孝輔（テレビ東京）、石川亮
- 制作協力：UNICORN CREATIVE、ホリプロ
- 制作：テレビ東京、スポニチクリエイツ